# Vouhé, Deux-Sèvres

Vouhé este o comună în departamentul Deux-Sèvres, Franța. În 2009 avea o populație de 369 de locuitori.